# Muriel Moreno (cantante)
Muriel Moreno, nombre artístico de Muriel Laporte (Muriel Denise Francine Laporte), nacida el 24 de enero de 1963 en Chinon (Indre-et-Loire), es una cantante, compositora, productora y DJ francesa, conocida por haber sido la voz del grupo Niagara entre 1984 y 1993.

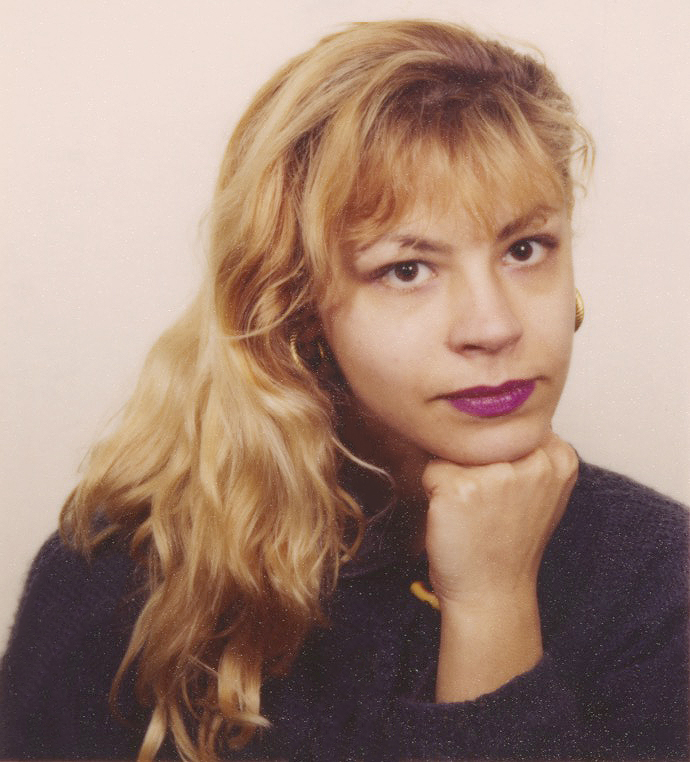
Muriel Moreno en 1985

## Biografía

### Época Niagara
Muriel Laporte vivió en Chinon hasta los 10 años antes de marchar a Nantes. De padre abogado y madre profesora de ciencias naturales en la escuela secundaria, a los 13 años leía a Simone de Beauvoir o Benoîte Groult. Estudió literatura e historia del arte en Rennes, con muy buenas calificaciones. Fue en Rennes donde conoció a en 1981 a Daniel Chenevez. Muriel se convirtió en la cantante del efímero grupo Les Espions, y luego de L'Ombre Jaune con Daniel Chenevez a los teclados y José Tamarin a la guitarra. Dieron su primer concierto, aparecieron en los Rencontres Trans Musicales a fines de 1982, y ofrecieron una gira regional. Mientras continúa sus estudios Muriel trabaja también de DJ.
L'Ombre Jaune cambia su nombre a Niagara (en alusión a la película de Henry Hathaway con Marilyn Monroe) y presenta sus canciones a la delegación en Rennes de Coups de talents dans l'Hexagone, una iniciativa del Ministerio de Cultura para promocionar a artistas jóvenes. Entraron al estudio para grabar su primer sencillo, firmado con Polydor, y lanzar el tema Tchiki Boom en septiembre de 1985. Con esta canción, Niagara's encuentra el éxito. José Tamarin abandona el grupo en 1986. L'Amour à la plage, su segundo sencillo, fue lanzado en mayo de 1986 y se convirtió en uno de los éxitos del verano.  El dúo se mudó a París. En octubre de 1986, el sencillo Je dois m’en aller presenta a Muriel al estilo Barbarella. 
El primer álbum Encore un dernier baiser fue lanzado en noviembre de 1986, seguido de Quand la ville dort. El grupo actúa en el Olimpia en la primavera de 1987 y da su primera gira por Francia.
El álbum Quel Enfer! llega en abril de 19886. Muriel Moreno se presenta con un nuevo aspecto destacando su pelo rojo extravagante y los sombreros extravagantes.Assez !, Soleil d’hiver et Flammes de l’Enfer entran en el top 50, y en 1989 Niagara realiza una gira por Marruecos, Túnez, Canadá y Estados Unidos (Nueva York y Chicago).
El nuevo álbum, Religion, sale en abril de 1990 con títulos como J’ai vu, Pendant que les champs brûlent, Psychotrope y La vie est peut-être belle y es bien recibido. Niagara vuelta a la carretera con el « Religion Tour ».
En 1992, sin embargo, el dúo regresó al estudio con La Vérité, la mayor producción de Niagara (La fin des étoiles, Un million d’années, Le Minotaure). Niagara está en Suecia cuando Muriel Moreno se queda afónica. El resto de la gira europea se cancela. Se retomó unas semanas después en Francia para terminar en Montreal. De vuelta en el sur de Francia, Niagara ofrece un último concierto.

### Carrera en solitario
En 1994, Muriel Moreno instala su estudio en su casa del distrito XI de París, donde trabaja sola en títulos personales: textos, música, programación, producción. El 10 de mayo de 1996 lanza Toute seule, un álbum íntimo del que se extrajeron los sencillos Près du lac vert y Tout va bien si j’évite d’y penser con un primer videoclip. Compuso la música de las películas Thérapie russe, 1997, y Locked in the Syndrom, 1998. Regresa a la Schola Cantorum de París, luego al Centre d’informations musicales (CIM) (escuela de jazz), donde aprende batería. Cultiva el electro-minimalismo. Aunque iniciada en la música electrónica, produce el álbum Required Elements, que fue lanzado en marzo de 2000 en quince países, y el sencillo You Can't Get Rid of It que entró en las listas de Inglaterra. Varios artistas colaboran en la mezcla de piezas como Yarol Poupaud y Alexkidc. Surviving the Day fue lanzado en marzo de 2001 en dieciocho países. Muriel Moreno también se convierte en DJ.
Muriel Moreno se encuentra con Marc Collin, autor del álbum Nouvelle Vague, que ha vendió un millón de copias en todo el mundo. De su encuentro nació el grupo Dynamo y un primer sencillo River of No Return, lanzado en 2004 con el regreso de Muriel Moreno como cantante. El segundo corte, I Wish I Was a Boy (estilo new wave - tecno), es la pista principal de la banda sonora de la película Riviera. En enero de 2006, el grupo lanzó una tercera pista de dance, Bark Like a Dog.
Tras otros trabajos menores, Muriel Moreno puso punto final a su carrera musical en 2010. Dejó de trabajar como DJ para iniciarse en el fitness siguiendo un curso de formación en el Institut des métiers de la forme y llegar a ser profesora de yoga y ejercicios corporales (método Pilates) trabajando en varios gimnasios de París y de su región.

## Discografía

### Niagara
- Encore un dernier baiser (1986)
- Quel enfer ! (1988)
- Religion (1990)
- La Vérité (1992)
- Flammes (Compilación) (2002)
- Collection Prestiges (Best of) (2007)
- Master Série (Best of)(2009)
- 4 albums originaux (2010)

### Como Muriel Moreno en solitario
- Toute seule (1996)
- Required Elements (2000)
- Surviving the Day (2001)
- My Own Private Selection (2003)

### Dynamo
- River of no return / The Chloé’s returned Remix / I wish I was a boy (maxidisco) (2004)
- I wish I was a boy ([Música de la película Riviera) (2005)
- Bark like dog (maxi - Kill The DJ) (2005)

### Varios
Composition musical e interpretación de la música de los siguientes filmes:
- Thérapie Russe de Eric Veniard (1997)
- Locked in the syndrom (BO - cortometrage) (1998)

Composition musical:
- Elle est absente para Helena Noguerra (1991)

Coros:
- A lion in the jungle - « Mémoire du Monde »   del álbum Zaïone de Sally Nyolo (2002)

Intérprete: 
- Slove - para el Proyecto Slove (2006)
- Tub (rythm fanatic), interpreta Muriel Moreno - Remix por Plaisirdepompidou GRANT PHABAO maxi Tub

## Filmografía

### Niagara
- (1992) Chemin de croix (VHS PolyGram Music Video)
  - (retales de conciertos, reportages, entrevistas tomadas durante el Religion Tour 91 además de 4 clips / duración total 44 min)
- (2002) Flammes (DVD Polydor)
  - (14 clips, 2 commentados por Daniel Chenevez, 2 Storyboards y Chemin de croix documental sobre el Religion Tour 91 que incluye 5 títulos en vivo / duración total 1 h 20)
- (2005) Master serie (DVD Universal)
  - (12 clips / 46 min)

### Solo
Muriel ha realizado algunos vídeos musicales:
- Tout va bien si j'évite d'y penser (1997)
- Army of Sundays (2000)
- Petite Bête (2001)
- Rational Killer (2003)

para Dynamo
- River of no return (2004)
- I wish I was a Boy (2005)
- Bark Like A Dog (2006)

para Peter Von Poelh
- The Bell tolls five (2006)

para The Hacker
- Electronic Snowflakes (2006)

para SLOVE
- Slove (2006)

## Publicación
- Muriel Laporte, « Rennes : un jardin éclectique Le jardin du Thabor », dans Monuments historiques, 143-148, Paris, 1986, p. 24-28 ISSN 0242-830X.